# 蒲郡北駅前地下街

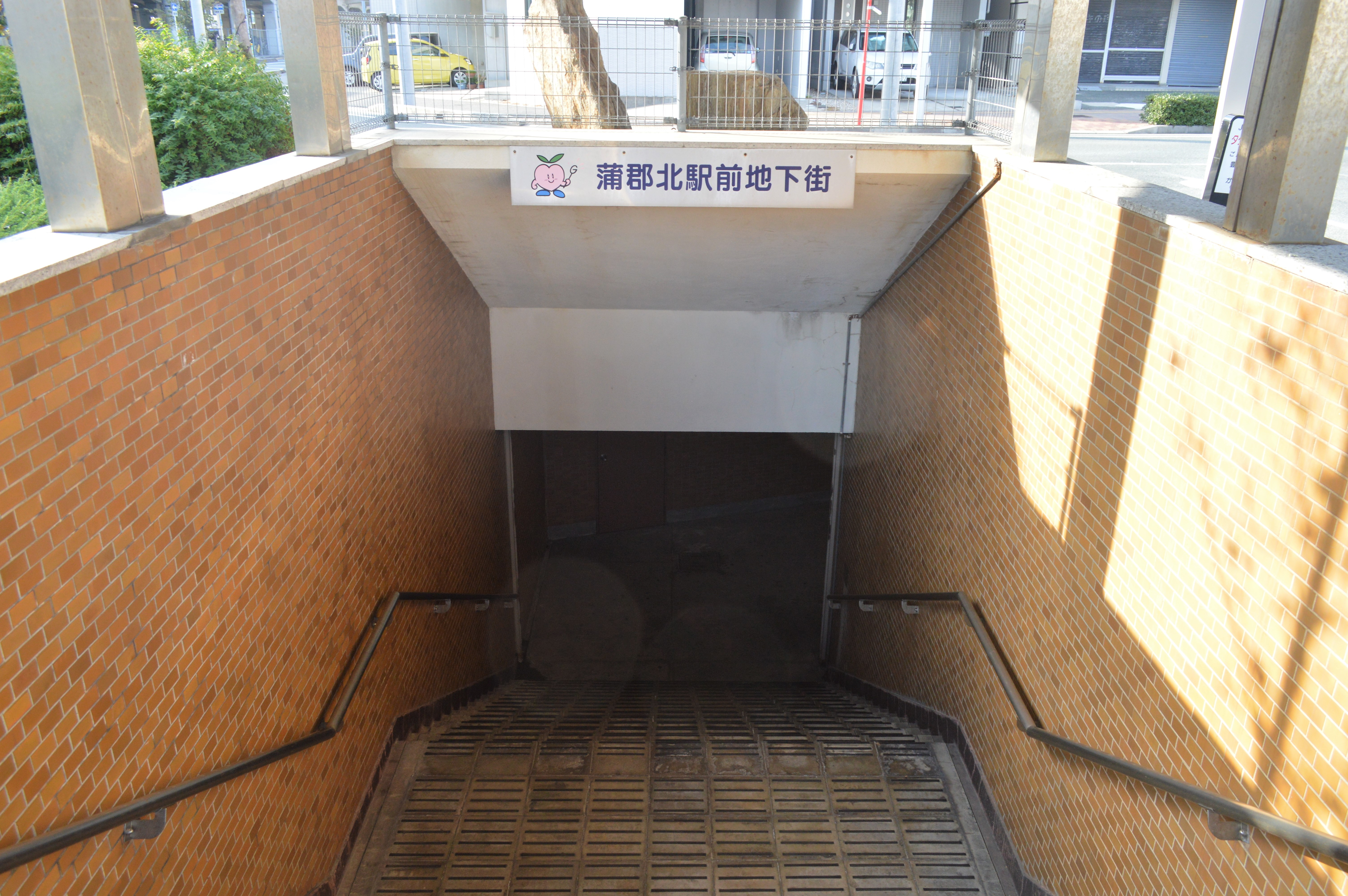
地下街の入口

蒲郡北駅前地下街（がまごおりきたえきまえちかがい）とは愛知県蒲郡市にある地下街である。また、付随する地下道についても記述する。

## 歴史
1967年（昭和42年）6月20日に開業した、蒲郡駅の北側にある単独の地下街である。総面積384.9m2と非常に小さく、店舗の地下や地下鉄構内に作られたものを除くと日本一短い地下街となる。また、人口10万人以下の都市での地下街はここだけである。
1969年（昭和44年）1月29日、蒲郡駅新駅舎着工に伴って工事を開始していた地下道の延長部分が開通。
1972年（昭和47年）、蒲郡に路線が通ることで分断されていた南北の市街地を繋ぐために、それまでに設置されていた地下道を延長する形で南北地下道が設置された。2000年代に入って路線が高架となり、2006年（平成18年）には蒲郡駅のコンコースが完成。地下道を使わずとも南北の行き来が可能となったため、南口再開発に伴って2008年（平成20年）までに南北地下道は閉鎖された。

## 年表
- 1967年（昭和42年）
  - 1月7日 - 第一期、駅前ビルから駅前広場の歩道までの地下道及び地下街の工事を開始[5]。
  - 6月20日 - 地下道の竣工及び蒲郡北駅前地下街開業[1][5]。
- 1968年（昭和43年）9月中旬 - 第二期、国鉄 蒲郡駅の新駅舎の着工に伴い、地下道を駅舎前まで延長する工事を開始[8]。
- 1969年（昭和44年）1月29日 - 新駅舎竣工、仮運用に伴い、延長部が開通[9]。
- 1972年（昭和47年）
  - 2月16日 - 名鉄蒲郡線の高架化に伴い、南北地下道の工事を開始[10]。
  - 7月16日 - 南北地下道、開通[11]。
- 2008年（平成20年）3月 - 鉄道高架化事業完了に伴い、南北地下道を閉鎖[13]。